# Eremias andersoni
Eremias andersoni là một loài thằn lằn trong họ Lacertidae. Loài này được Darevsky & Szczerbak mô tả khoa học đầu tiên năm 1978.